# Sei Jawi Jawi (Sei Kepayang Barat)
Sei Jawi Jawi is een bestuurslaag in het regentschap Asahan van de provincie Noord-Sumatra, Indonesië. Sei Jawi Jawi telt 3821 inwoners (volkstelling 2010).